# Levy Mwanawasa
Levy Patrick Mwanawasa, född 3 september 1948 i Mufulira i norra Zambia, död 19 augusti 2008 i Clamart, var en zambisk politiker tillhörande partiet Movement for Multiparty Democracy. Han var Zambias president från 2002 till sin död.

## Biografi
Mwanawasa var utbildad till advokat på University of Zambia, och var privatpraktiserande advokat och riksadvokat. Mellan 1992 och 1994 var han vicepresident under president Frederick Chiluba. Han förlorade mot Chiluba i presidentvalet 1996, men 2001 vann han valet – dock med bara 29 % av rösterna. Trots protester från oppositionen installerades han som Zambias tredje president 2002. Han verkställde som president en omfattande kampanj mot korruption, något som också ledde till att Chiluba greps och ställdes inför rätta. Han stärkte därefter sin ställning och återvaldes med klar marginal 2006.
Som Zambias president fungerade Mwanawasa även som ordförande för den regionala afrikanska samarbetsorganisationen Southern African Development Community, SADC. Han var en av de afrikanska ledare som riktade kraftigast kritik mot Zimbabwes president Robert Mugabes agerande i samband med presidentvalet 2008.

## Dödsfall
Mwanawasa hade hälsoproblem, och drabbades redan 2006 av en stroke. Alldeles före Afrikanska unionens möte i Sharm el-Sheikh i juli 2008 drabbades Mwanawasa av ytterligare en stroke. Han lades in på sjukhus i Egypten och fördes därifrån vidare till ett sjukhus i Paris  där han senare avled i augusti 2008, efter att ett tidigare dödsbud dementerats.